# Каповилла, Эсио
Э́сио Каповилла (порт.-браз. Écio Capovilla; 9 ноября 1936, по другим данным 11 ноября 1936, по третьим данным 11 ноября 1937, Валиньюс, штат Сан-Паулу — 28 сентября 2020, Валиньюс, штат Сан-Паулу) — бразильский футболист, полузащитник.

## Карьера
Эсио Каповилла родился в семье Жералдо Каповиллы и Анжелины Франсескини. Он учился в начальной школе имени Профессора Антониу Алвеса Араньи, а затем в средней школе имени Атенея Паулисты, потом в епархиальной школе Санта-Марии и школе имени Алвару Рибейру. Каповилла начал играть в футбол в возрасте 14 лет в молодёжном составе клуба «Классиста Ригеза». Оттуда футболист в середине 1953 года перешёл в молодёжку «Гуарани» из Кампинаса. В конце 1955 года Каповилла стал игроком «Флуминенсе», куда его пригласил технический директор клуба Бенедито де Камарго, и на следующий год выиграл с командой молодёжный чемпионат штата. Годом позже «Флуминенсе» предложил Эсио подписать полноценный контракт, однако из-за разногласий по поводу 3 тысяч крузейро, которые свыше предложенного хотел Каповилла, договор не был подписан. Из-за этого футболист в Валиньюс. Он прошёл просмотр в команде «Сан-Паулу», однако неудачно. В 1957 году Эсио попытался возвратиться во «Флуминенсе». Он сыграл за клуб в четырёх товарищеских играх, но снова не убедил руководство клуба подписать с ним желаемый контракт. 
В 1957 году новый главный тренер молодёжки «Васко да Гамы» Градин, который тренировал Каповиллу во «Флуминенсе», пригласил полузащитника в этот клуб. Заработная плата футболиста составила 12 тысяч крузейро в месяц. С 1958 года Эсио стал выступать за основной состав команды. В 1958 году Каповилла выиграл с «Васко да Гамой» турнир Начала чемпионата Рио-де-Жанейро, чемпионат штата Рио-де-Жанейро и турнир Рио—Сан-Паулу. В конце 1959 года футболист стал чувствовать недомогание в области паха. Исследование мочи выявило гнойное воспаление в области предстательной железы. Ему было назначено медикаментозное лечение, которое дало свои плоды — Каповилла смог вернуться на поле. Однако с приходом в 1961 году на пост главного тренера «Васко» Пауло Амарала, Эсио выпал из стартового состава команды. Приход Жорже Виейры вернул полузащитника в стартовый состав. Однако позже Каповиллу из него «выдавили» сначала Нивалдо, а потом молодой Мараньян. В 1963 году Эсио помог команде победить в международном турнире в Чили и международном турнире в Мехико. Всего за «Васко а Гаму» Каповилла провёл 210 матчей и забил 9 голов, по другим данным 265 матчей. В 1964 году футболист уехал в Перу, где три сезона выступал за «Спортинг Кристал», куда его пригласил бывший главный тренер команды Диди. Там он завершил игровую карьеру.
В составе сборной Бразилии Каповилла дебютировал 29 июня 1960 года в товарищеской игре со сборной Чили (4:0), где вышел в стартовом составе, а по ходу встречи был заменён на Зекинью. В том же году его вызвали для участия в матчах Кубке Рока и Кубке Атлантики. Во втором турнире он вышел на поле в матче с Парагваем, а его команда одержала победу со счётом 2:1. По итогам обоих турниров бразильцы завоевали оба трофея. Более в сборную страны Эсио не вызывался.
Завершив игровую карьеру, Каповилла возвратился в Валиньюс, где 35 лет работал менеджером в одной из крупных компаний города Gessy Lever. Затем с 2001 по 2004 год, по приглашению мэра Валиньюса Виториу Умберту Антониации, Эсио трудился секретарём по спорту и досугу в местной администрации. Последние годы жизни он проживал в районе Соузас в Кампинасе. 28 сентября 2020 года у Каповиллы произошла остановка сердца. Его реанимировали и доставили в больницу Галилео в Валиньюсе, где он и скончался. Каповилла был похоронен на кладбище Сан-Жуана-Баптисты в Валиньюсе.

## Международная статистика
| Матчи Эсио Каповиллы за сборную Бразилии | Матчи Эсио Каповиллы за сборную Бразилии | Матчи Эсио Каповиллы за сборную Бразилии | Матчи Эсио Каповиллы за сборную Бразилии | Матчи Эсио Каповиллы за сборную Бразилии | Матчи Эсио Каповиллы за сборную Бразилии | Матчи Эсио Каповиллы за сборную Бразилии |
| ---------------------------------------- | ---------------------------------------- | ---------------------------------------- | ---------------------------------------- | ---------------------------------------- | ---------------------------------------- | ---------------------------------------- |
| №                                        | Дата                                     | Место проведения                         | Оппонент                                 | Счёт                                     | Голы                                     | Турнир                                   |
| 1                                        | 29 июня 1960                             | Рио-де-Жанейро                           | Чили                                     | 4:0                                      | —                                        | Товарищеский матч                        |
| 2                                        | 3 июля 1960                              | Асунсьон                                 | Парагвай                                 | 2:1                                      | —                                        | Кубок Атлантики                          |

## Достижения
- Победитель турнира Начала чемпионата Рио-де-Жанейро: 1958
- Победитель турнира Рио—Сан-Паулу: 1958
- Чемпион штата Рио-де-Жанейро: 1958
- Обладатель Кубка Рока: 1960
- Обладатель Кубка Атлантики: 1960

## Личная жизнь
30 января 1960 год Каповилла женился на Сандрей Беатрис Марии Эцбергер Барберу, дочери заместителя генерального прокурора республики Алсеу Барберу в период президентства Жетулио Варгаса. У них было трое детей — Патрисия, Алешандре и Тисиана